# I филипони (Фиренца)
I филипони је насеље у Италији у округу Фиренца, региону Тоскана.
Према процени из 2011. у насељу је живело 853 становника. Насеље се налази на надморској висини од 206 м.